# Кузьминецька сільська рада (Кагарлицький район)
| Кузьминецька сільська рада — колишній орган місцевого самоврядування у Обухівському районі Київської області з адміністративним центром у с. Кузьминці. Історична дата утворення: в 1928 році. Водоймища на території, підпорядкованій даній раді: річки Леглич, Карча. Сільській раді були підпорядковані населені пункти: - с. Кузьминці - с. Панікарча |

## Склад ради
Рада складалася з 16 депутатів та голови.

### Керівний склад ради
| ПІБ                            | Основні відомості                                                         | Дата обрання | Дата звільнення |
| ------------------------------ | ------------------------------------------------------------------------- | ------------ | --------------- |
| Якунічев Генадій Веніамінович  | Сільський голова, 1965 року народження, освіта                            | 26.03.2006   | 31.10.2010      |
| Рогозовець Антоніна Григорівна | Сільський голова, 1972 року народження, освіта вища, член Партії регіонів | 31.10.2010   |                 |

Примітка: таблиця складена за даними джерела